# Beggiatoa
Beggioatoa är ett släkte bland de vita svavelbakterierna. I äldre tid hänfördes de av vissa till de blågröna algerna.
Organismen består av en ogrenad, jämntjock, fritt rörlig, färglös tråd, innehållande svavelkorn, och förekommer i såväl sött som salt vatten på svavelvätehaltig gyttjebotten eller i svavelkällor. Beggiatoa alba kan när den förekommer talrikt täcka bottnen som ett vitt överdrag över stora områden.